# شيخة المسكري
شيخة علي سالم المسكري (مواليد 1939) هي جيوفيزيائية إماراتية، وسيدة أعمال، ورئيسة شركة المسكري القابضة.

## النشأة والتعليم
ولدت في مدينة العين بدولة الإمارات العربية المتحدة، حاصلة على درجة البكالوريوس من جامعة لندن، والدكتوراه في الجيولوجيا من جامعة إنديانا.

## حياة مهنية
بدأت مسيرتها في شركة بترول أبوظبي الوطنية في عام 1974. وتضمنت وظيفتها مراجعة الدراسات والمسوحات الخاصة بحقول النفط والغاز وإعداد التقارير عنها. تركت الشركة في عام 1989 وانضمت إلى شركة عائلتها البترولية مؤسسة المسكري، التي أسستها والدتها الشيخة عزة المسكري، وفي عام 2008 إعادة تنظيمها لتصبح شركة المسكري القابضة.، و أصبحت أول امرأة في أبوظبي تحصل على رخصة مقاولات عامة بصفتها المالكة الحصرية للشركة.

## الجوائز
حصلت عام 2016 على وسام النجم القطبي الملكي السويدي من الدرجة الأولى لمد الجسور التعاون بين السويد والإمارات على شكل تنظيم برامج تبادل لطلبة الطب الإماراتيين مع جامعة غوتنبرغ في أواخر عام 1980. وفي عام 2018، أدرجت في قائمة فوربس لأكثر 100 امرأة تأثيراً في الشرق الأوسط في المرتبة 70.

## الحياة الشخصية
متزوجة من دونالد هنري هاس، أستاذ الجيولوجيا في جامعة أيوا، ولها ثلاثة أطفال. توفي زوجها عام 1990.